# ليون ديكستر باتشيلور
ليون ديكستر باتشيلور (بالإنجليزية: Leon Dexter Batchelor)‏ هو  أمريكي، ولد في 8 مايو 1884 في Upton, Massachusetts ‏ في الولايات المتحدة، وتوفي في 21 مارس 1958 في ريفرسايد في الولايات المتحدة.